# 8-Eyed Spy
8-Eyed Spy era un gruppo no-wave fondato da Lydia Lunch nel 1979. Proponeva uno stile meno duro dei precedenti album della Lunch ed ottenne un buon successo dal vivo. Il gruppo ebbe vita breve a causa della morte di George Scott il 5 agosto 1980 per overdose.

## Formazione
- Lydia Lunch (voce)
- George Scott (basso)
- Michael Paumgardhen (chitarra)
- Pat Irwin (basso, chitarra, piano, sassofono)
- Jim Sclavunos (batteria, percussioni)

## Discografia

### Album
- 1981 - 8 Eyed Spy (Fetish)
- 1981 - 8 Eyed Spy Live (Roir, cassetta)

### Singoli
- 1980 - Diddy Wah Diddy (Fetish)